# 富士産業 (健康食品業)
富士産業株式会社（ふじさんぎょう、英称：FUJI SANGYO CO.,LTD.）は、香川県丸亀市に本社を置く、健康食品・化粧品・医薬部外品の研究開発・製造・販売をおこなう企業である。

## 概要
創業者の岡田吉朗が、1954年（昭和29年）に「幼少期に自分の腹痛を治してくれた、にんにくで世のため、人のために何かできないか」と考え、養鶏畜産用添加物としてのにんにく乾燥粉末の製造販売を目的として、同社を創業する。
1967年（昭和42年）、京都衛生研究所の藤原邦達の協力を得て、アリシンをビタミンB1と結合させ安定化したニンニクエキスを開発。これを飼料への添加物として製品化、水産養殖分野に進出した。当時養殖業者を悩ませていた「魚のビタミンB1欠乏症」が劇的に改善したとの声が次々に寄せられ、ヒット商品となると共に。翌1968年（昭和43年）には改組、法人化する。
液状にんにくを飼料に混ぜ込む過程で「手の肌が滑らかになった」という養殖業者の声をきっかけに、次に着目したのがにんにく成分を配合した入浴剤だった。においの改善のため、試行錯誤して製品化した武田薬品工業との提携商品『シャンラブ』が大ヒットし、売上をさらに伸ばす。
その後、研究を続けてきたブラジル原産の白甘藷（しろかんしょ）から、健康食品「カイアポ」を製品化すると同時に、通販事業をスタートさせた。科学的根拠に基づく研究・開発を進め、健康食品、化粧品、育毛剤等を次々と製品化していく。
2006年（平成18年）には通販ブランドを「ウェルベスト」へ変更。創業当初より「専門的な研究機関で研究や実験を重ねた科学的根拠のあるものだけを製品化する」を基本姿勢としている。

## 沿革
- 1954年（昭和29年） 8月 - 創業・香川県三豊郡にて養鶏畜産飼料添加物として、にんにく乾燥粉末の製造販売
- 1968年（昭和43年） 8月 - 株式会社に組織変更、畜産用混合飼料「ビタリック」を発売
- 1970年（昭和45年） 5月 - 富士産業株式会社と社名変更
- 1976年（昭和51年）10月 - 水産養殖分野に進出、水産用混合飼料「ネオビタE」を発売
- 1979年（昭和54年）10月 - 水産用薬品部門設立
- 1987年（昭和62年）10月 - 薬用入浴剤「讃岐まんのう・湯」を発売
- 1987年（昭和62年）10月 - 香川県三豊郡詫間町に詫間工場完成
- 1987年（昭和62年）10月 - 本社を丸亀市に移転
- 1988年（昭和63年）10月 - 武田薬品工業（株）と共同開発した薬用入浴剤「シャンラブ」を発売
- 1994年（平成6年） 4月 - 通信販売事業部門設立
- 1996年（平成8年） 4月 - カイアポイモを原材料とした健康食品「カイアポAF」を発売
- 2002年（平成14年） 3月 - 桐葉エキスを配合した女性用薬用育毛剤「リリィジュ」を発売
- 2005年（平成17年） 3月 - 中国山西省の老陳醋を使用した「老陳醋シリーズ」を発売
- 2006年（平成18年） 8月 - 通信販売ブランド「ウェルベスト」をスタート
- 2008年（平成20年） 4月 - 医薬品通信販売「くすりのウェルベスト」をスタート
- 2010年（平成22年） 2月 - 酵素サプリメント「エンザイムベーシック」を発売

## 主な事業

### 営業
第一営業部
自然素材にこだわり、科学的裏付けのある機能性素材を国内外の製薬メーカー、化粧品メーカーに向けて販売。また機能性素材を使用した育毛剤・入浴剤・化粧品のOEM供給を行っている。
第二営業部
富士産業内で社内で唯一「一般食品」を製造販売している事業部。
取り扱い主力品は当地讃岐白味噌を使った「漬魚」と，瀬戸内産などの魚介類を使った「薄焼きせんべい」等。

### 通信販売
1994年（平成6年）の通販事業開始以来、科学的根拠に基づいた製品を全国に直販している。主力商品は女性用育毛剤「リリィジュ」、「新谷酵素エンザイムベーシック」等。通販のブランド名は「ウェルベスト」。
- コールセンターは丸亀市に所在
- コールセンターには80名を超える「毛髪診断士」及び「薬剤師」が所属、顧客対応を重視している。
- 商品は香川県三豊市の詫間工場にて梱包・発送

## 事業所・営業所
- 本社： 〒763-8603 香川県丸亀市田村町1301
- 研究開発センター： 〒763-0071 香川県丸亀市田村町1301
- ウェルベスト事業部 第二コールセンター： 〒763-0072 香川県丸亀市山北町105-1
- 鳥坂工場： 〒767-0031 香川県三豊市三野町大見42-1
- 詫間工場： 〒769-1102 香川県三豊市詫間町松崎2821-2
- 詫間第二工場： 〒769-1102 香川県三豊市詫間町松崎2823-3
- 青森工場： 〒039-0201 青森県三戸郡田子町大字田子字日ノ沢3-1
- 愛媛営業所： 〒798-0087 愛媛県宇和島市坂下津甲407-170
- 鹿児島出張所： 〒890-0033 鹿児島県鹿児島市西別府町2794-17-202